# Kemence
Kemence é um município da Hungria, situado no condado de Peste. Tem 42,75 km² de área e sua população em 2015 foi estimada em 931 habitantes.